# 함녕 (후량)
함녕(咸寧)은 중국 후량(後凉) 영제(靈帝)의 연호이다. 399년 12월에서 401년 1월까지 1년 1개월 동안 사용하였다.
같은 시기에 사용된 다른 연호로는 동진(東晉)에서 사용한 융안(隆安 : 397년 ~ 401년), 후연(後燕)에서 사용한 장락(長樂 : 397년 ~ 401년), 후진(後秦)에서 사용한 홍시(弘始 : 399년 ~ 416년), 서진(西秦)에서 사용한 태초(太初 : 388년 ~ 400년), 북량(北凉)에서 사용한 천새(天璽 : 399년 ~ 401년), 남량(南凉)에서 사용한 태초(太初 : 397년 ~ 399년), 건화(建和 : 400년 ~ 402년), 남연(南燕)에서 사용한 건평(建平 : 400년 ~ 405년), 서량(西凉)에서 사용한 경자(庚子 : 400년 ~ 404년), 북위(北魏)에서 사용한 천흥(天興 : 398년 ~ 404년)이 있다.

## 연대대조표
| 함녕                | 원년            | 2년             | 3년        |
| 서력                | 399년           | 400년           | 401년      |
| 육십간지 (六十干支) | 기해(己亥)      | 경자(庚子)      | 신축(辛丑) |
| 동진 (東晉)         | 융안(隆安) 3년  | 4년             | 5년        |
| 후연 (後燕)         | 장락(長樂) 원년 | 2년             | 3년        |
| 서진 (西秦)         | 태초(太初) 12년 | 13년            | -          |
| 북량 (北凉)         | 천새(天璽) 원년 | 2년             | 3년        |
| 남량 (南凉)         | 태초(太初) 3년  | 건화(建和) 원년 | 2년        |
| 남연 (南燕)         | -               | 건평(建平) 원년 | 2년        |
| 서량 (西凉)         | -               | 경자(庚子) 원년 | 2년        |
| 북위 (北魏)         | 천흥(天興) 2년  | 3년             | 4년        |

## 같이 보기
- 다른 왕조의 같은 연호
  - 서진(西晉) 함녕(275년 ~ 280년)

- 중국의 연호

| 이전 연호 용비(龍飛) | 중국의 연호 후량(後凉) | 다음 연호 신정(神鼎) |